# Ryssland i Eurovision Song Contest 2015
Ryssland deltog i Eurovision Song Contest 2015 i Wien, Österrike. Deras inträde valdes genom ett internt urval, organiserad av den ryska TV-Channel One Russia (C1R). Polina Gagarina och hennes låt "A Million Voices" kommer att representera Ryssland.

## Bakgrund
Den ryska TV-bolaget C1R, som sänder händelsen i Ryssland och organiserar urvalsprocessen för ikraft. Sedan 2008, den ryska deltagandet i tävlingen växlar mellan C1R och Ryssland- 1 (RTR); med C1R ansvarig för 2015. Ryssland har använt olika metoder för att välja det ryska bidraget i det förflutna, inklusive nationella finaler och interna val. Sedan 2011, har både ryska programföretag har valt bidraget genom ett internval.

## Internvalet
Metoden för urval av det ryska bidraget för Eurovision Song Contest 2015 var okänd tills Polina Gagarina och låten "A Million Voices" var internt valt den 9 mars 2015. 

## Under Eurovision
Ryssland deltog i den 1:a semifinalen den 19 maj 2015. De kom till final, hamnade 2:a.